# Campionati del mondo di atletica leggera 1987 - 100 metri ostacoli
La gara dei 100 metri ostacoli femminili dei Campionati del mondo di atletica leggera 1987 si è svolta tra il 3 e il 4 settembre.

## Podio
| Pos.    | Atleta               | Nazionalità  | Tempo |
| ------- | -------------------- | ------------ | ----- |
| Oro     | Ginka Zagorcheva     | Bulgaria     | 12"34 |
| Argento | Gloria Uibel-Siebert | Germania Est | 12"44 |
| Bronzo  | Cornelia Oschkenat   | Germania Est | 12"46 |

## Situazione pre-gara

### Record
Prima di questa competizione, il record del mondo (RM) e il record dei campionati (RC) erano i seguenti:
| Record          | Prestazione  | Atleta                    | Data                               | Competizione  |
| --------------- | ------------ | ------------------------- | ---------------------------------- | ------------- |
| Record mondiale | 12"25 (+1,4) | Ginka Zagorcheva Bulgaria | 8 agosto 1987 Dráma, Grecia        |               |
| [ 1 ]           | 12"75 (+1,9) | Bettine Jahn Germania Est | 12 agosto 1983 Helsinki, Finlandia | Mondiali 1983 |
| [ 1 ]           | 12"75 (+0,7) | Ginka Zagorcheva Bulgaria | 13 agosto 1983 Helsinki, Finlandia | Mondiali 1983 |

### Campionesse in carica
Le campionesse in carica a livello olimpico e mondiale erano:
| Campione | Atleta                              | Prestazione  | Data                                    | Competizione         |
| -------- | ----------------------------------- | ------------ | --------------------------------------- | -------------------- |
| Olimpico | Benita Fitzgerald-Brown Stati Uniti | 12"84 (-0,7) | 10 agosto 1984 Los Angeles, Stati Uniti | Giochi olimpici 1984 |
| Mondiale | Bettine Jahn Germania Est           | 12"35 (+2,4) | 12 agosto 1983 Helsinki, Finlandia      | Mondiali 1983        |

### La stagione
Prima di questa gara, le atlete con le migliori tre prestazioni dell'anno erano:
| Pos. | Atleta                          | Prestazione  | Data                                   |
| ---- | ------------------------------- | ------------ | -------------------------------------- |
| 1    | Ginka Zagorcheva Bulgaria       | 12"25 (+1,4) | 8 agosto 1987 Dráma, Grecia            |
| 2    | Yordanka Donkova Bulgaria       | 12"33 (+1,4) | 14 giugno 1987 Fürth, Germania         |
| 3    | Cornelia Oschkenat Germania Est | 12"45 (+1,3) | 6 luglio 1987 Neubrandenburg, Germania |

## Risultati[5][6]

### Turni eliminatori
| 4 Batterie   | 3 settembre | 26 iscritte   | Si qualificano le prime 3 (Q) + i 4 migliori tempi (q). |
| 2 Semifinali | 4 settembre | 8 + 8         | Si qualificano le prime 4 (Q).                          |
| Finale       | 4 settembre | 8 concorrenti |                                                         |

### Batterie
Giovedì 3 settembre 1987
| Pos. | Atleta               | Nazione     | Tempo | Note |
| ---- | -------------------- | ----------- | ----- | ---- |
| 1    | Ginka Zagorcheva     | Bulgaria    | 12”51 | Q    |
| 2    | Anne Piquereau       | Francia     | 13”24 | Q    |
| 3    | Aliuska López        | Cuba        | 13”24 | Q    |
| 4    | Rita Heggli          | Svizzera    | 13”32 | q    |
| 5    | Wendy Jeal           | Regno Unito | 13”41 |      |
| 6    | Diana Yankey         | Ghana       | 13”90 |      |
| 7    | Helga Halldorsdottir | Islanda     | 13”97 |      |

- Vento (m/s) = -1,04

| Pos. | Atleta              | Nazione       | Tempo | Note |
| ---- | ------------------- | ------------- | ----- | ---- |
| 1    | Yordanka Donkova    | Bulgaria      | 12”97 | Q    |
| 2    | Florence Colle      | Francia       | 13”20 | Q    |
| 3    | Stephanie Hightower | Stati Uniti   | 13”22 | Q    |
| 4    | Nancy Vallecilla    | Ecuador       | 13”30 | q    |
| 5    | Lesley-Ann Skeete   | Regno Unito   | 13”40 |      |
| 6    | Tiina Lindgren      | Finlandia     | 13”76 |      |
| 7    | Chen Wen-Ing        | Taipei cinese | 14”12 |      |

- Vento (m/s) = +0,72

| Pos. | Atleta             | Nazione      | Tempo | Note |
| ---- | ------------------ | ------------ | ----- | ---- |
| 1    | Cornelia Oschkenat | Germania Est | 12”83 | Q    |
| 2    | Sally Gunnell      | Regno Unito  | 13”02 | Q    |
| 3    | LaVonna Martin     | Stati Uniti  | 13”19 | Q    |
| 4    | Patrizia Lombardo  | Italia       | 13”25 | q    |
| 5    | Karin Malmbratt    | Svezia       | 13”43 |      |
| 6    | Karen Nelson       | Canada       | 13”60 |      |

- Vento (m/s) = -0,81

| Pos. | Atleta               | Nazione        | Tempo | Note |
| ---- | -------------------- | -------------- | ----- | ---- |
| 1    | Gloria Uibel-Siebert | Germania Est   | 12”81 | Q    |
| 2    | Laurence Elloy       | Francia        | 13”08 | Q    |
| 3    | Claudia Zackiewicz   | Germania Ovest | 13”15 | Q    |
| 4    | Sophia Hunter        | Stati Uniti    | 13”19 | q    |
| 5    | Feng Yinghua         | Cina           | 13”85 |      |
| 6    | Sandra Taváres       | Messico        | 13”86 |      |

- Vento (m/s) = -1,64

### Semifinali
venerdì 4 settembre 1987
| Pos. | Atleta             | Nazione      | Tempo | Note |
| ---- | ------------------ | ------------ | ----- | ---- |
| 1    | Cornelia Oschkenat | Germania Est | 12”65 | Q    |
| 2    | Ginka Zagorcheva   | Bulgaria     | 12”75 | Q    |
| 3    | LaVonna Martin     | Spagna       | 12"94 | Q    |
| 4    | Anne Piquereau     | Francia      | 12”95 | Q    |
| 5    | Florence Colle     | Francia      | 13”04 |      |
| 6    | Sally Gunnell      | Regno Unito  | 13”06 |      |
| 7    | Rita Heggli        | Svizzera     | 13”20 |      |
| 8    | Nancy Vallecilla   | Ecuador      | 13”28 |      |

- Vento (m/s) = +0,28

| Pos. | Atleta               | Nazione        | Tempo | Note |
| ---- | -------------------- | -------------- | ----- | ---- |
| 1    | Gloria Uibel-Siebert | Germania Est   | 12”68 | Q    |
| 2    | Yordanka Donkova     | Bulgaria       | 12”76 | Q    |
| 3    | Laurence Elloy       | Francia        | 12”88 | Q    |
| 4    | Claudia Zackiewicz   | Germania Ovest | 13”01 | Q    |
| 5    | Stephanie Hightower  | Stati Uniti    | 13”12 |      |
| 6    | Sophia Hunter        | Stati Uniti    | 13”26 |      |
| 7    | Aliuska López        | Cuba           | 13”31 |      |
| 8    | Patrizia Lombardo    | Italia         | 13”38 |      |

- Vento (m/s) = +0,97

### Finale
venerdì 4 settembre 1987
| Pos.    | Corsia | Atleta               | Età | Nazione        | Tempo | Nota                  |
| ------- | ------ | -------------------- | --- | -------------- | ----- | --------------------- |
| Oro     | 5      | Ginka Zagorcheva     | 29  | Bulgaria       | 12"34 | Record dei campionati |
| Argento | 4      | Gloria Uibel-Siebert | 23  | Germania Est   | 12"44 |                       |
| Bronzo  | 6      | Cornelia Oschkenat   | 25  | Germania Est   | 12"46 |                       |
| 4       | 3      | Yordanka Donkova     | 25  | Bulgaria       | 12"49 |                       |
| 5       | 1      | Anne Piquereau       | 23  | Francia        | 12"82 |                       |
| 6       | 8      | Laurence Elloy       | 27  | Francia        | 12"83 |                       |
| 7       | 2      | Claudia Zackiewicz   | 25  | Germania Ovest | 12"98 |                       |
| 8       | 7      | LaVonna Martin       | 20  | Stati Uniti    | 13"08 |                       |

- Vento (m/s) = +0,56